# Meseta antártica

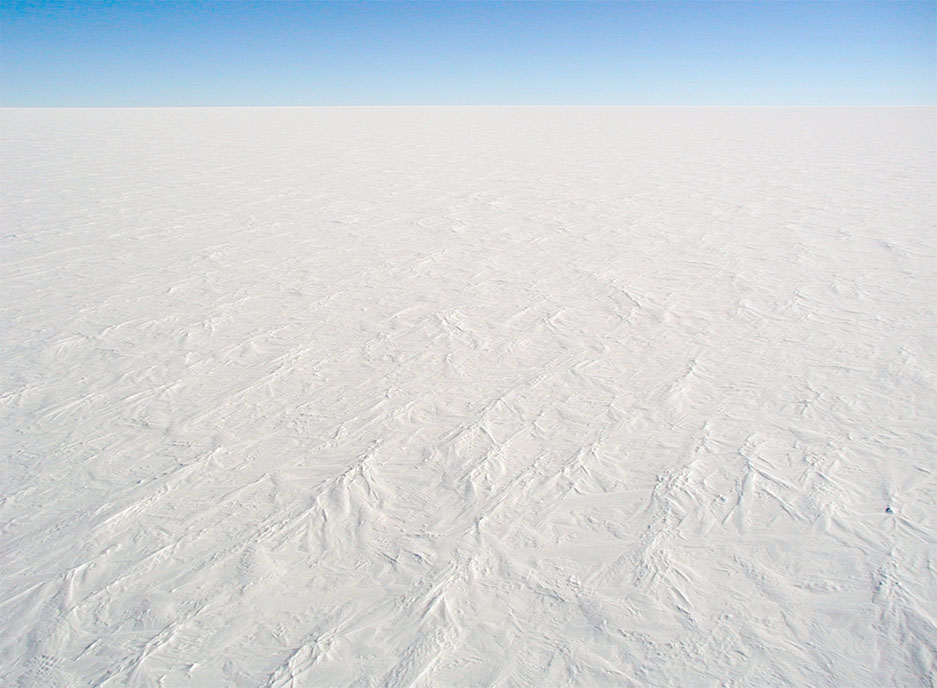
Paisaje en el domo C.

La meseta antártica (meseta polar o meseta del polo sur geográfico) es la parte de la calota polar o indlandsis de la Antártida localizada en la parte central del continente en la Antártida Oriental. Esta área incluye el polo sur geográfico, y se extiende más de 1000 km en dirección este cubriendo la Tierra de la Reina Maud y el Territorio Antártico Australiano. Esta formación tiene una altitud media de 3000 m sobre el nivel del mar. El punto más elevado se halla en el domo A a 4093 m s. n. m. (80°22′S 77°21′E / -80.367, 77.350), mientras que los otros dos puntos sobresalientes son el domo C y el domo F.
Su altitud, junto con su latitud, la convierte en el lugar del globo donde las temperaturas son más bajas. Los vientos casi constantes hacen que sea uno de los lugares más inhóspitos para cualquier forma de vida, incluso las más resistentes como las bacterias o los virus.
En esta región se encuentran las siguientes estaciones de investigación:
| Nombre              | País             | Establecido | Residencia | Ubicación                    | Coordenadas                                    |
| ------------------- | ---------------- | ----------- | ---------- | ---------------------------- | ---------------------------------------------- |
| Base Amundsen-Scott | Estados Unidos   | 1957        | Permanente | En el Polo Sur               | 89°59′51″S 139°16′22″O / -89.99750, -139.27278 |
| Base Vostok         | Rusia            | 1957        | Permanente | Cerca del polo sur magnético | 78°28′S 106°48′E / -78.467, 106.800            |
| Base Domo Fuji      | Japón            | 1995        | Permanente | Domo F                       | 77°19′01″S 39°42′12″O / -77.31694, -39.70333   |
| Base Concordia      | Francia · Italia | 2005        | Permanente | Domo C                       | 75°06′S 123°20′E / -75.100, 123.333            |
| Base Kunlun         | China            | 2009        | Estival    | Domo A                       | 80°25′01″S 77°06′58″E / -80.41694, 77.11611    |

## Historia
La meseta fue descubierta en 1903 por un grupo de la expedición Discovery liderado por Robert Falcon Scott, que la avistaron tras lograr ascender el glaciar Ferrar y recorrieron en parte desde mediados de noviembre a finales de año. Los primeros hombres que la atravesaron fueron los de la expedición Nimrod en 1909, liderada por Ernest Shackleton, que llegó después de atravesar el glaciar Beardmore, y la llamó King Edward VII Plateau (meseta del Rey Eduardo VII en inglés) en honor del rey británico.
A fines de 1911 Roald Amundsen la nombró como Kong Haakon VII Vidde (meseta del Rey Haakon VII en noruego) en honor al rey Haakon VII de Noruega, cuando fue el primer hombre en llegar al polo sur. Pero este nombre casi no ha sido utilizado fuera de Noruega.
Desde el aire fue observada y fotografiada por primera vez en 1929 desde un avión Ford Trimotor que transportaba 4 hombres durante el primer vuelo al polo sur. El piloto de avión era el noruego Bernt Balchen, y el navegante y organizador de la expedición el estadounidense Richard Evelyn Byrd de la Armada de los Estados Unidos. 
- Datos: Q1001294